# Lármafa

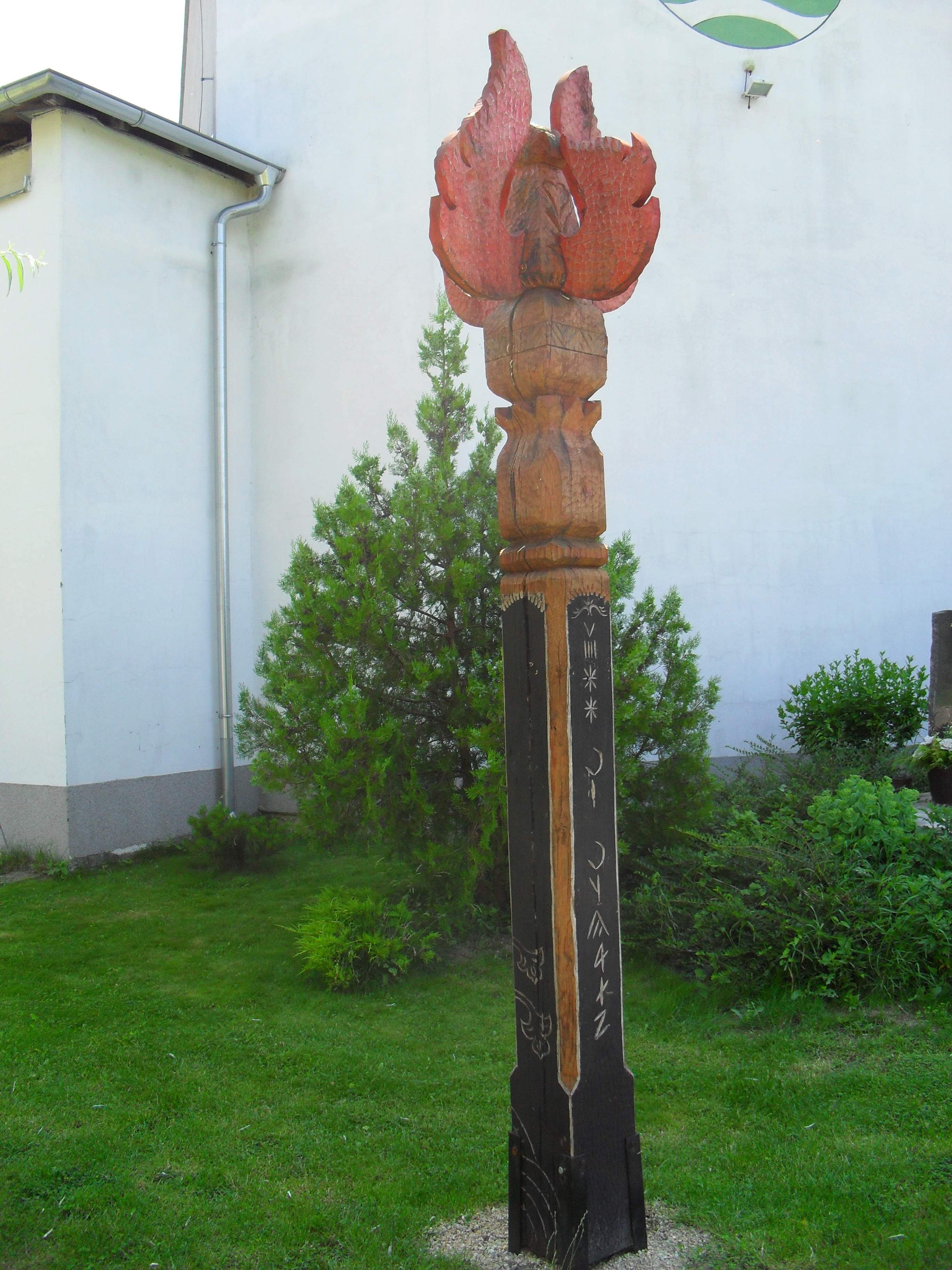

A lármafa a magyar megfelelője a jelzőtűznek, jelzőfáklyának. A lármafa magas pózna, amelynek szurkos szalmával bekötött felső részét veszedelem jelzéseként meggyújtották. Népies elnevezése látófa. Ugyanilyen célú a felkötött farúd, amit ütögetve hangos vészjelzést adtak le.
A lárma szó ma már inkább ’hangzavar’ értelemben használatos, pedig a gyepűőrző és határőrző hagyományhoz köthető lármafa az ellenség közeledését, a közvetlen veszélyt fény- és füstjelekkel jelző hírközlő eszköz (a hajdanvolt idők hírközlő hangosbemondói, szirénái). A szóösszetétel első tagja eredetileg a katonai szaknyelv szava, és ’riadó’ illetve ’riasztás’ jelentésű.

## Készítése és használata
Úgy alakították ki, hogy egy magaslaton földbe ástak egy leggyakrabban karcsú fenyőből kialakított, öt ölnyi – azaz 8–9 méter hosszú – szálfát, póznát, rudat, amelynek felső részére szurkos szalmazsúpot, szalmacsóvát kötöttek. A szalmakötél végét, amellyel az egészet körültekerték, lenyújtották egészen a rúd tövéig, hogy a lármafát meg lehessen gyújtani. A lármafa mellé őrszemet rendeltek, aki mikor az ellenséget észlelte, meggyújtotta a szalmakötelet. Látótávolságra helyezték el a következő lármafát, amit őrzője azonnal meggyújtott, ha a szomszédos lármafát füstölni látta, így az egyezményes jelrendszer szerint a lángba borult lármafák egész láncolata rövid idő alatt jelezte egy közösségnek akár faluról falura a közelgő veszélyt. Éjszaka a lármafa fénye, tüze adott jelet a készenléti állapotra, a katonaság mozgósítására, esetleg a lakosság menekülésére.
Legtovább fennmaradt használata Erdély keleti és déli határvidékein mutatható ki, a székely hadviselésben, védelmi rendszerben játszott jelző, figyelmeztető szerepet. Az erdélyi országgyűlés 1788-ban a török támadás hírére rendelte el, hogy „a havasi ösvényeket be kell vágni, s lármafákat kell felállítani”.

## A szó átalakult használata
A lármafa emléke helynevekben is fennmaradt, az erdélyi Háromszék megyében 1765-ben említették helynévként, de bekerült a 17-18. században nagyszabású népünnepéllyé alakult lakodalmi szokásokba is, ahol már nem veszedelmet jelez, hanem az egyén és egy család eseményét, mely nemcsak a családé, hanem az egész faluközösségé. A házasságot kiváltképpen Csíkban és Gyergyóban jelzi egy magas, gonddal elkészített és díszített fenyőpáros, amit a lakodalmas házak lépcsőihez, tornácaihoz, kapuihoz állítanak fel. Az ünnepi lármafán a piros pántlikák, szalagok valószínűleg a lángokra emlékeztetnek.